# 방글라데시 올림픽 협회
방글라데시 올림픽 협회(벵골어: বাংলাদেশ অলিম্পিক সংস্থা, 영어: Bangladesh Olympic Association)는 방글라데시를 대표하는 국가 올림픽 위원회이다. IOC 코드는 BAN이다. 본부는 다카에 있으며 아시아 올림픽 평의회에 소속되어 있다.
1979년에 설립했으며 1980년에 국제 올림픽 위원회의 승인을 받았다. 올림픽, 아시안 게임, 코먼웰스 게임을 비롯한 국제 스포츠 대회에 참가하는 방글라데시의 선수들을 대표한다.

## 같이 보기
- 올림픽 방글라데시 선수단